# Bruno Wick
Bruno Wick (* 11. Juni 1942; † 11. oder 12. November 1967 in St. Gallen) war ein Schweizer Handballspieler.

## Leben
Wick wuchs mit einer Schwester und drei Brüdern in Engelburg auf. In seiner Jugend betrieb er Leichtathletik beim LAS Brühl St. Gallen. Er machte eine Lehre als Hochbauzeichner und besuchte danach das Technikum Winterthur, welches er im Frühling 1966 als Architekt abschloss. Am 11. (Laut NZZ) oder 12. (Laut Jahrbuch) November 1967 starb er bei einem Autounfall.

## Handball
Er fing 1960 beim BTV St. Gallen an, Handball zu spielen.
Am 13. Januar 1962 spielte er sein erstes B-Länderspiel für Schweiz B gegen Deutschland B, welches sie mit 10 zu 22 verloren. Wick erzielte ein Tor. Sein erstes A-Länderspiel für die Nati spielte er am 27. Januar 1962 gegen Spanien, welches sie mit 14 zu 13 gewannen. Wiederum erzielte Wick bei einem Debüt ein Tor.
Am 14. Dezember 1963 und 18. Januar 1964 bestritt er mit der Schweizer Nati die Qualifikationsspiele gegen Luxemburg für die Handball-Weltmeisterschaft der Männer 1964. Sie gewannen beide Spiele mit 29 zu 16 und 36 zu 12. Wick schoss dabei 5 und 2 Tore. An der WM im März 1964 in der Tschechoslowakei spielte er alle drei Spiele und schoss dabei insgesamt 5 Tore. Zuerst gegen Dänemark, welches in einer 13 zu 16 Niederlage resultierte. 2 Tore für Wick. Danach gewannen sie gegen Frankreich mit 15 zu 14. 2 Tore für Wick. Das letzte Spiel verloren sie ebenfalls mit 26 zu 10 gegen den Gastgeber Tschechoslowakei. Wick erzielte ein Tor. Die Schweiz wurde dritte der Gruppe (Die ersten zwei kamen weiter).